# Marko Regža
Marko Regža (Riga, 20 gennaio 1999) è un calciatore lettone, attaccante del Riga FC e della nazionale lettone.

## Carriera

### Club
Ha sempre giocato in Virslīga, la massima serie del campionato lettone di calcio. Nel 2023 si laurea capocannoniere della competizione con 19 reti.

### Nazionale
Ha giocato nelle nazionali giovanili lettoni Under-17, Under-18, Under-19 ed Under-21.
Ha esordito in nazionale maggiore il 16 giugno 2023 nell'incontro valido per le qualificazioni al campionato europeo di calcio 2024 contro la Turchia.

## Palmarès

### Club

#### Competizioni nazionali
- Coppa di Lega lettone: 2

RFS Riga: 2017, 2018
- Coppa di Lettonia: 1

RFS Riga: 2021
- Campionato lettone: 1

RFS Riga: 2021

#### Individuali
- Capocannoniere della Virslīga: 1

2023 (19 gol)